# You Only Live Twice (banda sonora)
You Only Live Twice es la banda sonora de la película del mismo nombre. Se lanzó originalmente en 1967, y en el 2003 salió a la venta la edición definitiva de la banda sonora, la cual incluía la música de la película en su totalidad.[cita requerida]

## Banda sonora
El tema principal es "You Only Live Twice", interpretado por Nancy Sinatra y escrito por John Barry y Leslie Bricusse. La música de la película corre a cargo de John Barry, quien tuvo que optar por un sonido más cercano al estilo tradicional de la música japonesa utilizando en la composición instrumentos típicos del país oriental. Todo esto se debe a que, como la película se ambientó en Japón, la música debía evocar los paisajes y escenarios de aquella nación.[cita requerida]
El tema "You Only Live Twice" se utiliza instrumentalmente de diferentes maneras en la banda sonora, ya sea como tema romántico, como tema de acción o para ambientar escenarios japoneses. Un tema importante en la película es el de "Capsule in Space", el cual también se conoce como "Space March" y se utiliza genéricamente en la banda sonora como el tema de la organización, Spectre.[cita requerida]
Los temas 13 al 19 solo están incluidos en la edición del 2003.[cita requerida]
- 1"You Only Live Twice" (Title Song) — Nancy Sinatra
- 2"Capsule In Space"
- 3"Fight At Kobe Dock"-Helga
- 4"Tanaka's World"-no usado en la película
- 5"A Drop In The Ocean"
- 6"The Death Of Aki"
- 7"Mountains And Sunsets"
- 8"The Wedding"
- 9"James Bond" - Astronaut?
- 10"Countdown For Blofeld"
- 11"Bond Averts World War Three"
- 12"You Only Live Twice" (End Title)" — Nancy Sinatra
- 13"James Bond In Japan"
- 14"Aki, Tiger And Osato"
- 15"Little Nellie"
- 16"Soviet Capsule"
- 17"Spectre And Village"
- 18"James Bond - Ninja"
- 19"Twice is the Only Way to Live"-no usado en la película

## Tracks del disco que no se encuentran en la película
- Tanaka's World, un tema romántico asociado al personaje de Tigre Tanaka
- Twice is the Only Way to Live, una versión alterna del track "You Only Live Twice" (End Title). Esta tema apareció originalmente en la versión británica del álbum de 1967, y posteriormente se incluyó en un recopilatorio llamado "Ten Golden Years", en 1968.[cita requerida]

## Curiosidades
- En la película de Los Increíbles hay un homenaje al tema de "Capsule In Space"
- Coldplay hizo un cover de la canción en distintas oportunidades en vivo.
- Robbie Williams hizo un cover de la canción principal en su álbum "Millenium".
- El álbum Shaken and Stirred: The David Arnold James Bond Project, incluye un cover del tema "Capsule In Space"
- En la película "El Santo" dirigida por Phillip Noyce y protagonizada por Val Kilmer, aparece un fragmento de "You Only Live Twice" en el tema amoroso.